# 瓦爾達爾足球俱樂部
瓦爾達爾足球俱樂部是北馬其頓的一家職業足球俱樂部，位於北馬其頓首都斯科普里，主場是菲利普二世體育場，可容納33,460名觀眾。球隊目前參加馬其頓甲組足球聯賽的賽事。

## 荣誉
- 馬其頓甲組足球聯賽
  - 冠军 (11)：1992–93, 1993–94, 1994–95, 2001–02, 2002–03, 2011–12, 2012–13, 2014–15, 2015–16, 2016–17, 2019–20
- 馬其頓盃
  - 冠军 (6)：1992–93, 1994–95, 1997–98, 1998–99, 2006–07, 2024–25
- 馬其頓超級盃
  - 冠军 (2)：2013, 2015
- 南斯拉夫盃
  - 冠军 (1)：1960–61
- 馬其頓共和國盃
  - 冠军 (12)：1955–56, 1965–66, 1966–67, 1967–68, 1968–69, 1969–70, 1970–71, 1971–72, 1972–73, 1979–80, 1980–81, 1991–92

## 外部連結
- 官方网站 （馬其頓文）
- Club info at MacedonianFootball （页面存档备份，存于） （英文）
- Football Federation of Macedonia （页面存档备份，存于） （馬其頓文）